# Arménie au Concours Eurovision de la chanson
L’Arménie participe au Concours Eurovision de la chanson, depuis sa cinquante-et-unième édition, en 2006, et ne l’a encore jamais remporté.

## Participation
Le pays participe donc depuis 2006. En 2012, l'Arménie décide de se retirer du concours, qui avait lieu à Bakou, en Azerbaïdjan, la télévision publique arménienne craignant que la sécurité de sa délégation ne puisse pas être assurée par les autorités azerbaïdjanaises. Les tensions entre les deux pays demeuraient toujours fort vives, en raison de leur conflit à propos du Haut-Karabagh.
En 2021, à la suite du conflit armé qui a opposé l'Azerbaïdjan à l'Arménie au Nagorno-Karabagh, et en raison de tensions dans le pays, l'Arménie se retire de la compétition.
L'Arménie a manqué sa qualification pour la finale du Concours à trois reprises, en 2011, 2018 et 2019.

## Résultats
L’Arménie n'a encore jamais remporté le concours.
Le meilleur classement du pays en finale demeure jusqu'à présent la quatrième place de Sirusho en 2008 et celle de Aram Mp3 en 2014. En demi-finale, l’Arménie a terminé deux fois à la deuxième place : en 2008 et 2016. Le pays n'a jamais terminé à la dernière place, ni obtenu de nul point. 

## Pays hôte
L’Arménie n'a encore jamais organisé le concours.

## Faits notables
Durant l’édition 2009 du concours, les relations entre l’Arménie et l’Azerbaïdjan furent particulièrement tendues. Ainsi, après la première demi-finale, la délégation azerbaïdjanaise se plaignit officiellement auprès des organisateurs russes et de l’UER. La carte postale introduisant l’Arménie montrait en effet un monument nommé Nous sommes nos montagnes, représentant les têtes géantes stylisées d’un couple de paysans. Or ce monument était situé au Haut-Karabagh, région sécessionniste d’Azerbaïdjan, peuplée majoritairement d’Arméniens et constituée en république de facto, non reconnue par la communauté internationale. Lors de la finale, la carte postale de l’Arménie fut éditée et l’image controversée, supprimée. Mais la télévision publique arménienne décida de répliquer durant le vote. L’image du monument fut incrustée à l’écran, derrière la porte-parole arménienne, et collée sur le support lui permettant de lire les résultats.
Après la finale, l’Arménie accusa publiquement l’Azerbaïdjan d’avoir empêché les téléspectateurs azerbaïdjanais de voter pour la chanson arménienne, en masquant les numéros téléphoniques nécessaires, et d’avoir ainsi manipulé les résultats en sa défaveur. En outre, elle révéla que plusieurs citoyens azerbaïdjanais avaient été arrêtés et interrogés par la Sûreté Nationale, qui les soupçonnaient d’avoir malgré tout voté pour Inga & Anush. Les autorités azerbaïdjanaises démentirent vivement ces accusations, mais l’UER décida de lancer une enquête. Il fut prouvé finalement que la télévision publique azerbaïdjanaise avait manipulé le vote. L’UER lui infligea une amende, ainsi qu’une menace de sanction : en cas de récidive prouvée, le pays serait exclu de l'Eurovision pour trois ans.
À la suite de cette controverse, l’UER modifia le règlement du concours, y incluant une interdiction formelle de violer la vie privée des téléspectateurs et une obligation de leur laisser leur entière liberté de vote. En outre, les télédiffuseurs seraient désormais tenus responsables de toutes les actions en rapport avec le concours, entreprises par leur gouvernement. Si ce dernier enfreignait le règlement, les télédiffuseurs se verraient infliger amendes et autres exclusions.
En 2016, lors de la première demi-finale, la candidate arménienne Iveta Moukoutchian, brandit le drapeau du Haut-Karabagh durant le récapitulatif. Cet acte provoqua la controverse et s'attira une sanction de l'UER.

## Représentants
| Édition | Année | Artiste(s)         | Chanson                               | Langue(s)         | Traduction française       | Finale                                                 | Finale                                                 | Demi-finale                                            | Demi-finale                                            |
| Édition | Année | Artiste(s)         | Chanson                               | Langue(s)         | Traduction française       | Place                                                  | Points                                                 | Place                                                  | Points                                                 |
| ------- | ----- | ------------------ | ------------------------------------- | ----------------- | -------------------------- | ------------------------------------------------------ | ------------------------------------------------------ | ------------------------------------------------------ | ------------------------------------------------------ |
| 51e     | 2006  | André              | Without Your Love                     | Anglais           | Sans ton amour             | 08                                                     | 129                                                    | 06                                                     | 150                                                    |
| 52e     | 2007  | Hayko              | Anytime You Need                      | Anglais, arménien | Dès que tu en as besoin    | 08                                                     | 138                                                    |                                                        |                                                        |
| 53e     | 2008  | Sirusho            | Qélé, Qélé (Քելե, Քելե)               | Anglais, arménien | Viens, viens               | 04                                                     | 199                                                    | 02                                                     | 139                                                    |
| 54e     | 2009  | Inga & Anush       | Nor Par (Jan Jan) (Նոր պար (Ջան ջան)) | Arménien, anglais | Nouvelle danse (Mon chéri) | 10                                                     | 92                                                     | 05                                                     | 99                                                     |
| 55e     | 2010  | Eva Rivas          | Apricot Stone                         | Anglais           | Noyau d'abricot            | 07                                                     | 141                                                    | 06                                                     | 83                                                     |
| 56e     | 2011  | Emmy               | Boom Boom                             | Anglais           | –                          |                                                        |                                                        | 11                                                     | 54                                                     |
| 57e     | 2012  | Retrait en 2012.   | Retrait en 2012.                      | Retrait en 2012.  | Retrait en 2012.           | Retrait en 2012.                                       | Retrait en 2012.                                       | Retrait en 2012.                                       | Retrait en 2012.                                       |
| 58e     | 2013  | Dorians            | Lonely Planet                         | Anglais           | Planète solitaire          | 18                                                     | 41                                                     | 07                                                     | 69                                                     |
| 59e     | 2014  | Aram Mp3           | Not Alone                             | Anglais           | Pas seul                   | 04                                                     | 174                                                    | 04                                                     | 121                                                    |
| 60e     | 2015  | Genealogy          | Face the Shadow                       | Anglais           | Affronte l'ombre           | 16                                                     | 34                                                     | 07                                                     | 77                                                     |
| 61e     | 2016  | Iveta Moukoutchian | LoveWave                              | Anglais           | Vague d'amour              | 07                                                     | 249                                                    | 02                                                     | 243                                                    |
| 62e     | 2017  | Artsvik            | Fly with Me                           | Anglais           | Vole avec moi              | 18                                                     | 79                                                     | 07                                                     | 152                                                    |
| 63e     | 2018  | Sevak Xanaghian    | Qami (Քամի)                           | Arménien          | Vent                       |                                                        |                                                        | 15                                                     | 79                                                     |
| 64e     | 2019  | Srbuk              | Walking Out                           | Anglais           | Se retirer                 |                                                        |                                                        | 16                                                     | 49                                                     |
| 65e     | 2020  | Athena Manoukian   | Chains on You                         | Anglais           | Des chaînes sur toi        | Concours annulé à la suite de la pandémie de Covid-19. | Concours annulé à la suite de la pandémie de Covid-19. | Concours annulé à la suite de la pandémie de Covid-19. | Concours annulé à la suite de la pandémie de Covid-19. |
| 65e     | 2021  | Retrait en 2021.   | Retrait en 2021.                      | Retrait en 2021.  | Retrait en 2021.           | Retrait en 2021.                                       | Retrait en 2021.                                       | Retrait en 2021.                                       | Retrait en 2021.                                       |
| 66e     | 2022  | Rosa Linn          | SNAP                                  | Anglais           | Claquement                 | 20                                                     | 61                                                     | 05                                                     | 187                                                    |
| 67e     | 2023  | Brunette           | Future Lover                          | Anglais           | Futur amant                | 14                                                     | 122                                                    | 06                                                     | 99                                                     |
| 68e     | 2024  | LADANIVA           | Jako (Ժակո)                           | Arménien          | –                          | 08                                                     | 183                                                    | 03                                                     | 137                                                    |
| 69e     | 2025  | Parg               | Survivor                              | Anglais           | Survivant                  | 20                                                     | 72                                                     | 10                                                     | 51                                                     |

- Première place
- Deuxième place
- Troisième place
- Dernière place

 Qualification automatique en finale
 Élimination en demi-finale

## Galerie

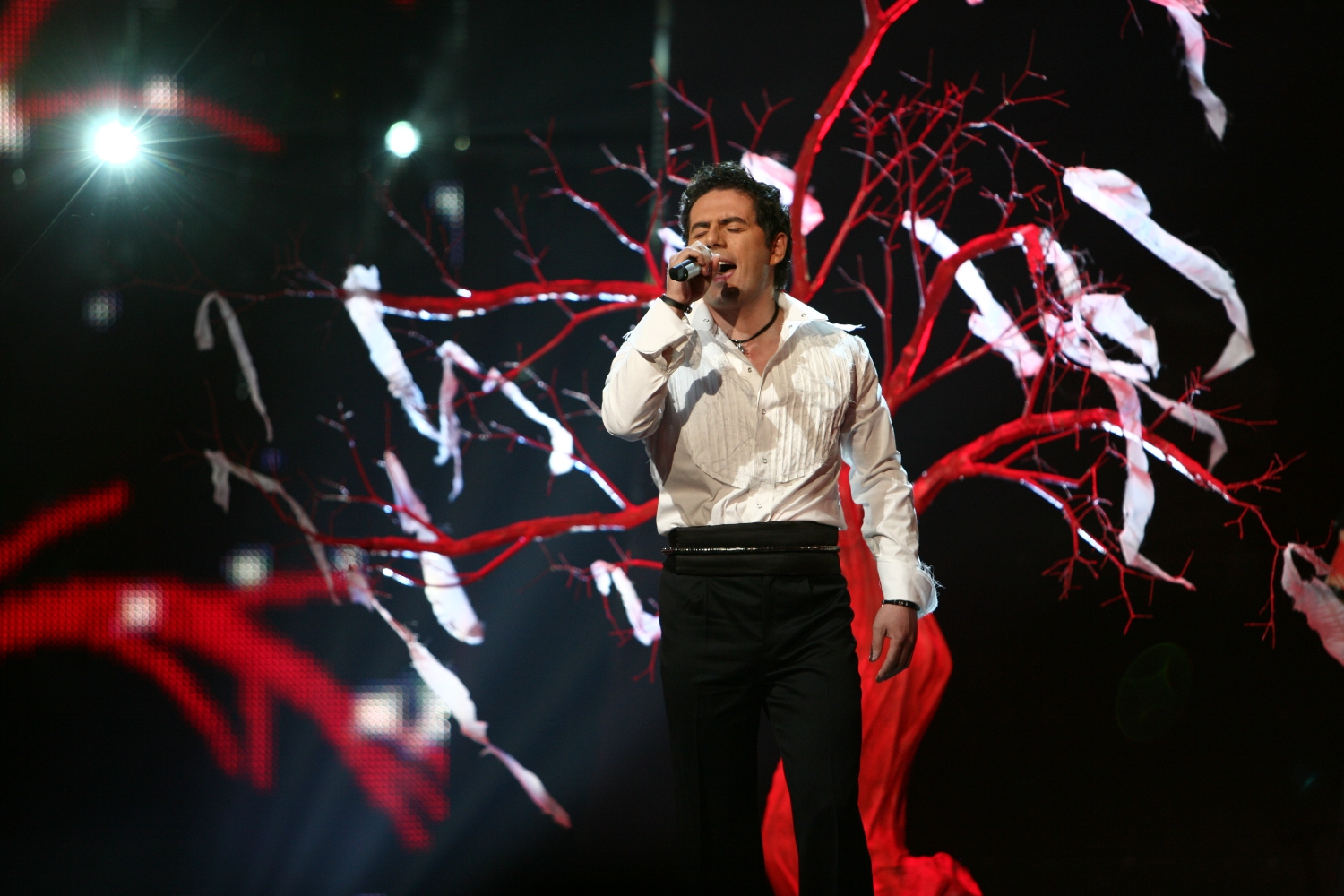
Hayko à Helsinki (2007)
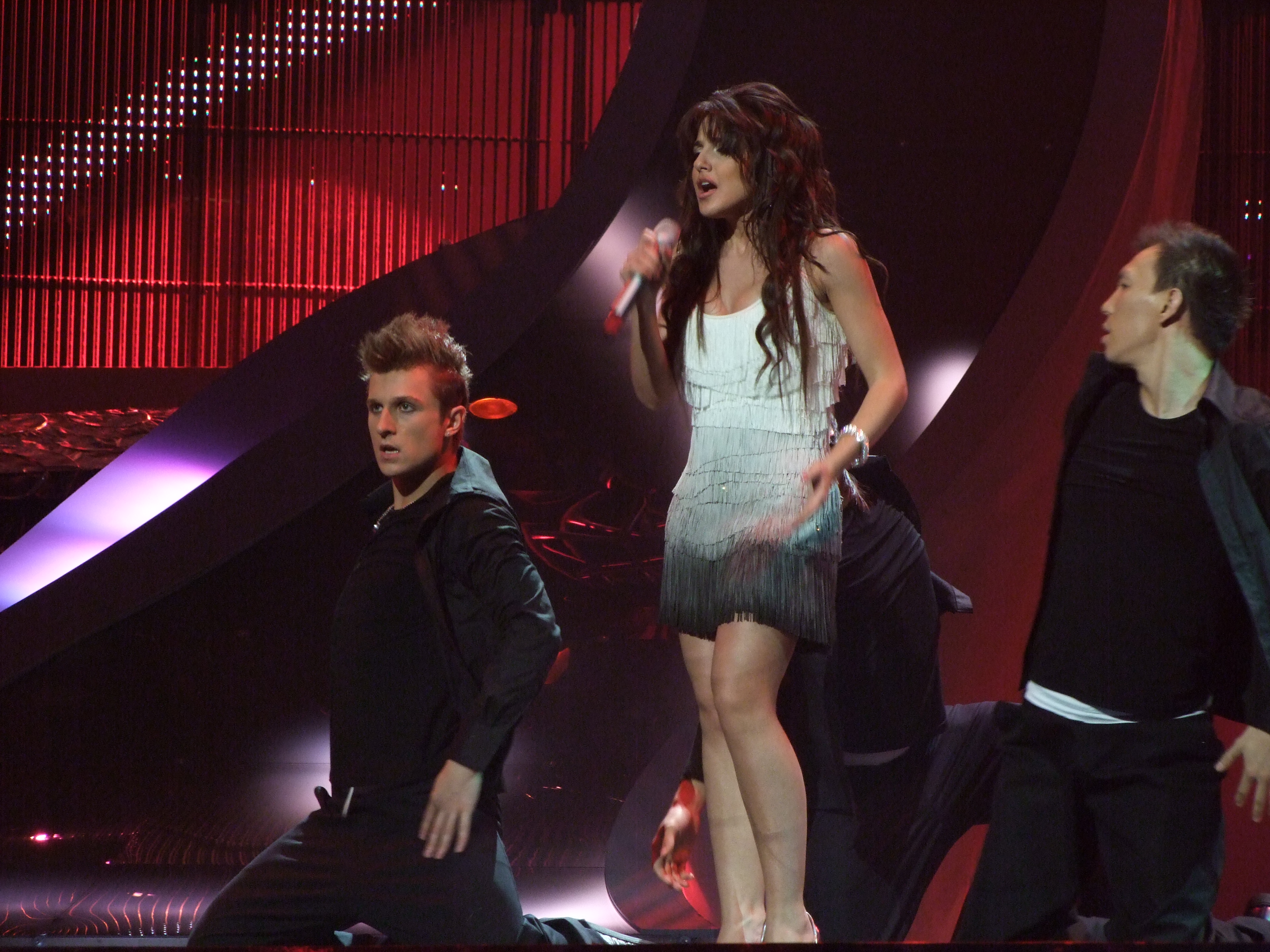
Sirusho à Belgrade (2008)
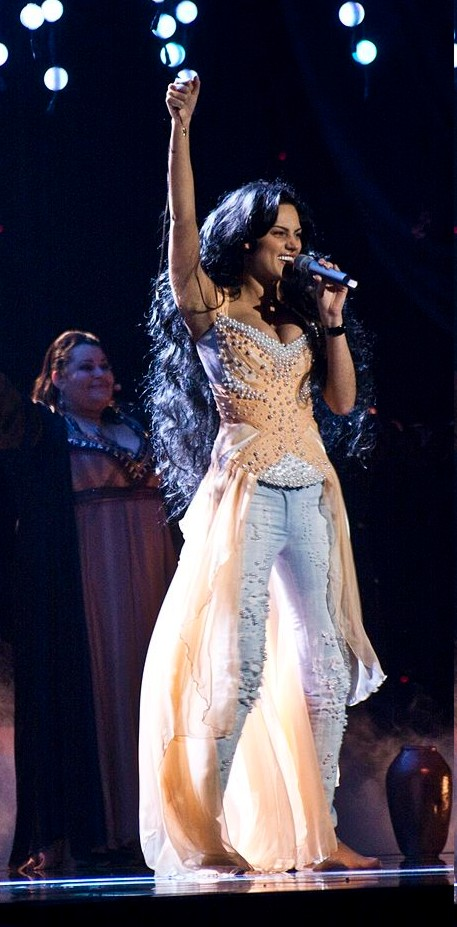
Eva Rivas à Oslo (2010)
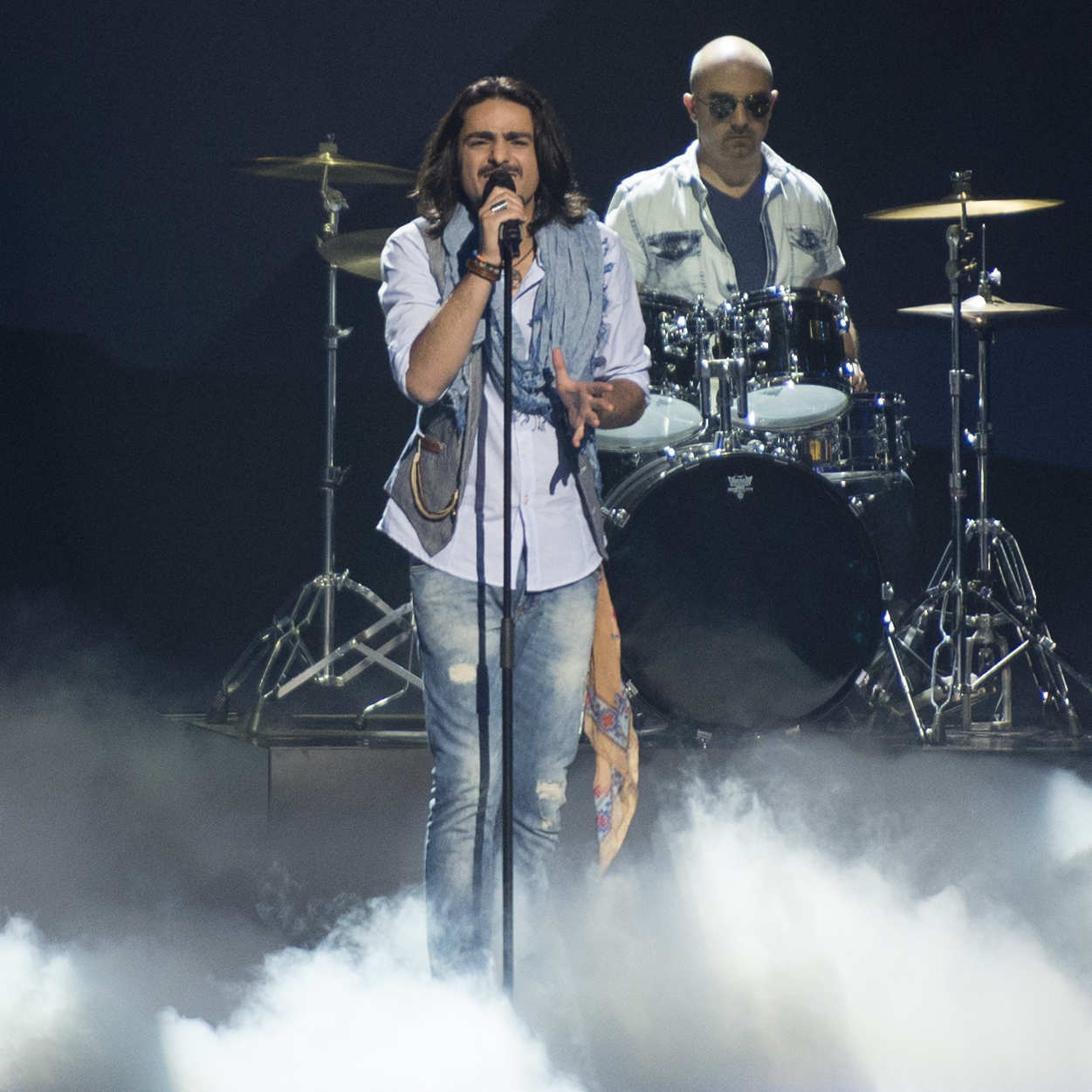
Dorians à Malmö (2013)
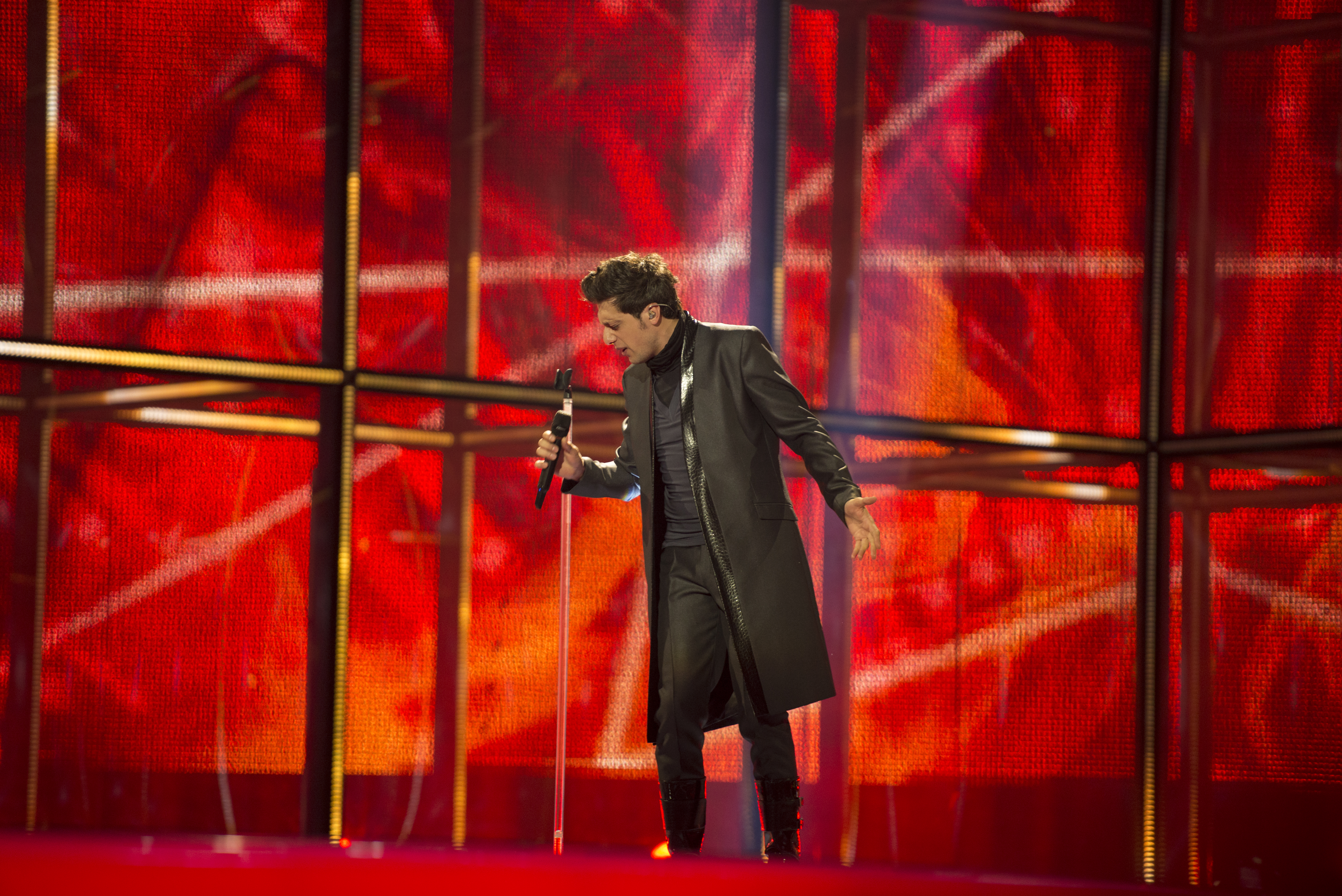
Aram Mp3 à Copenhague (2014)
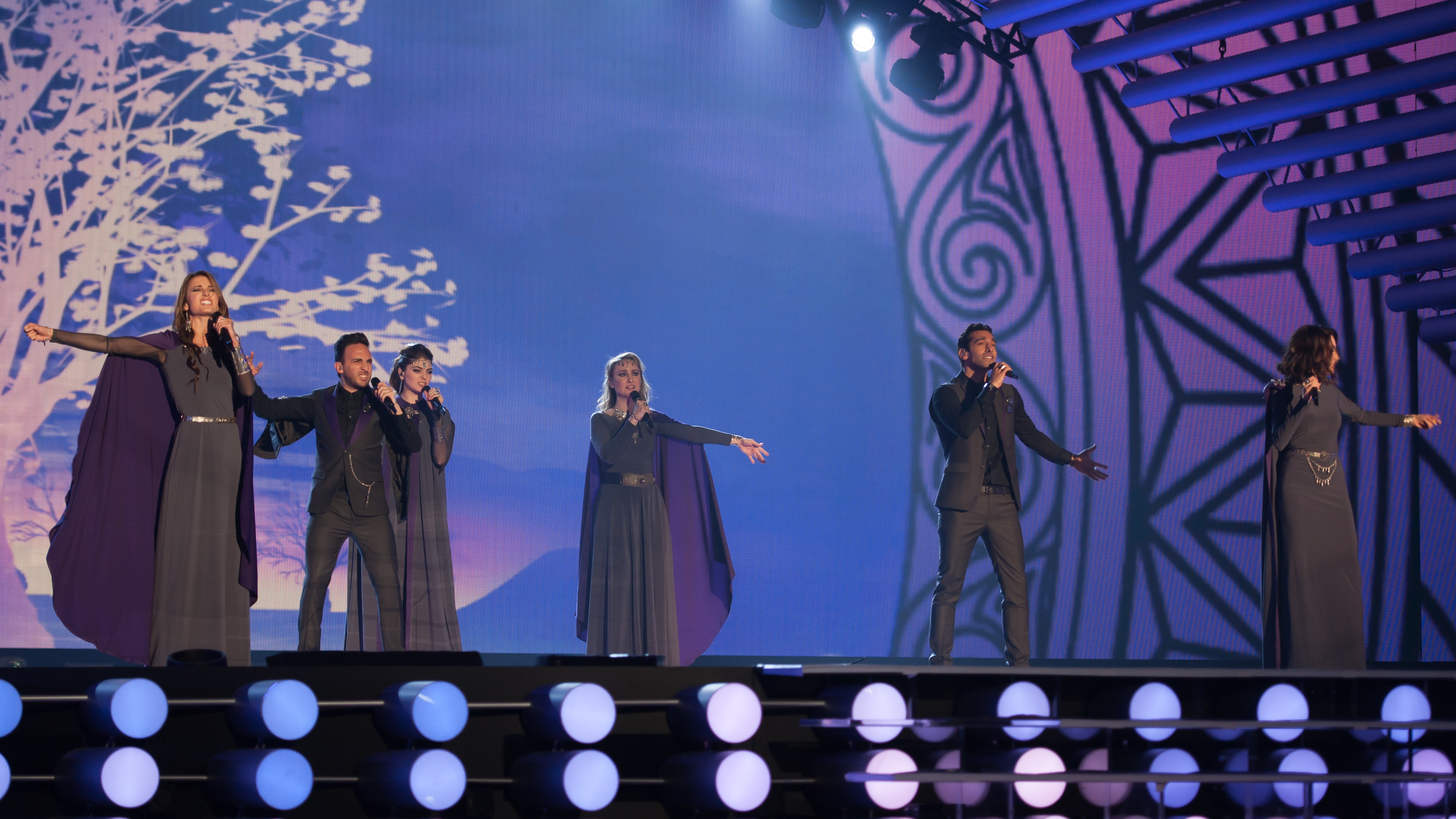
Genealogy à Vienne (2015)
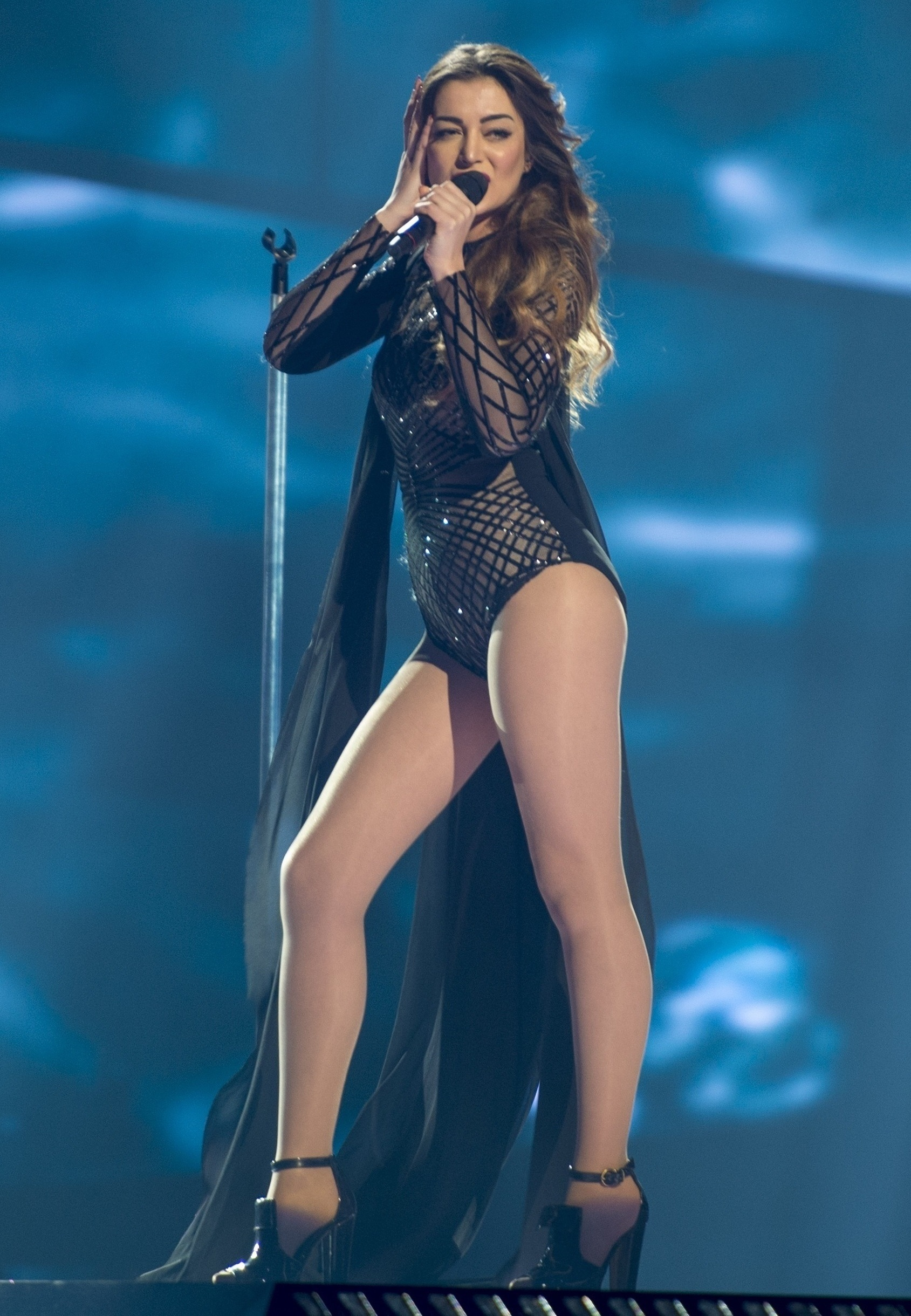
Iveta Moukoutchian à Stockholm (2016)
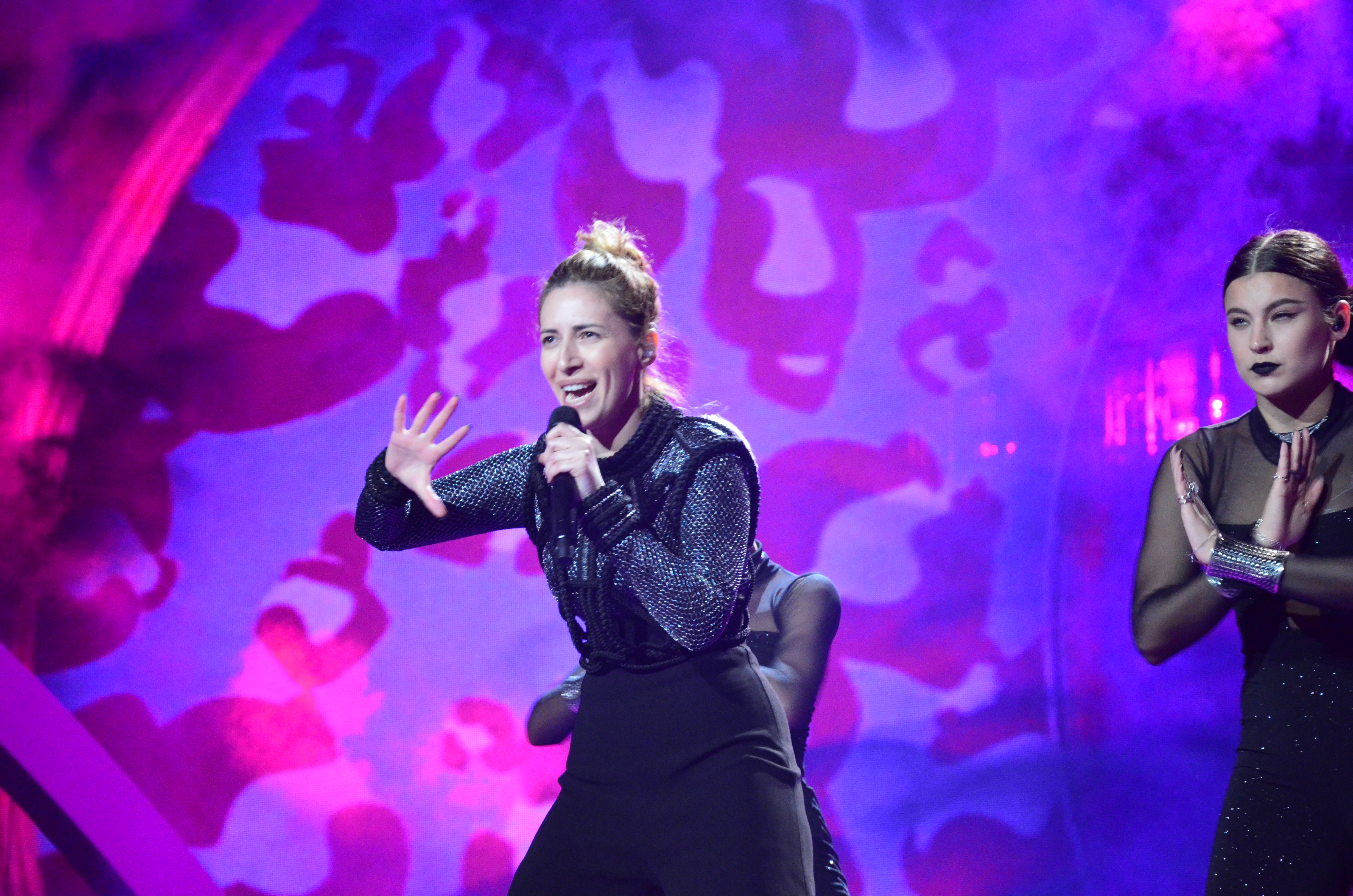
Artsvik à Kiev (2017)
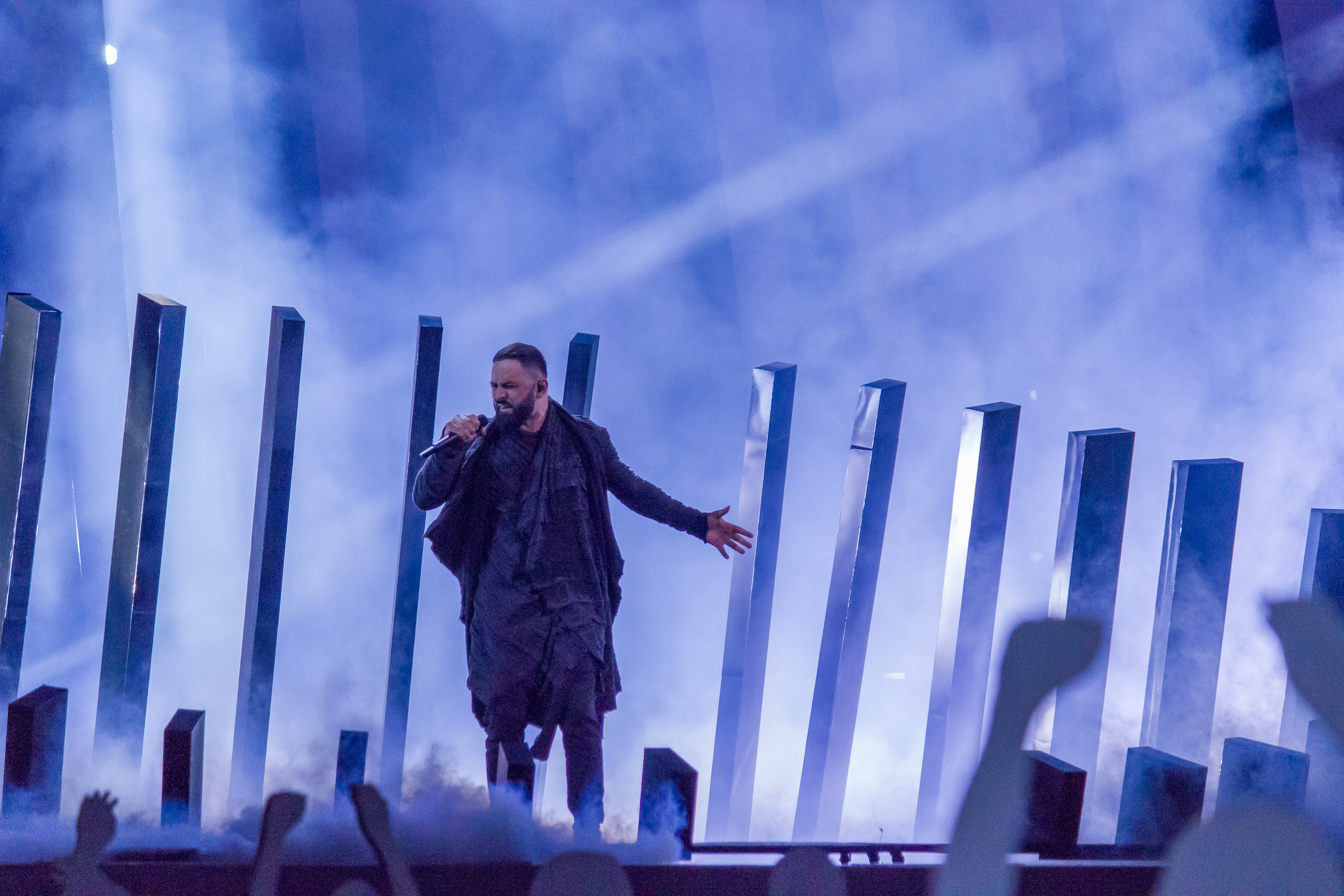
Sevak Xanaghian à Lisbonne (2018)
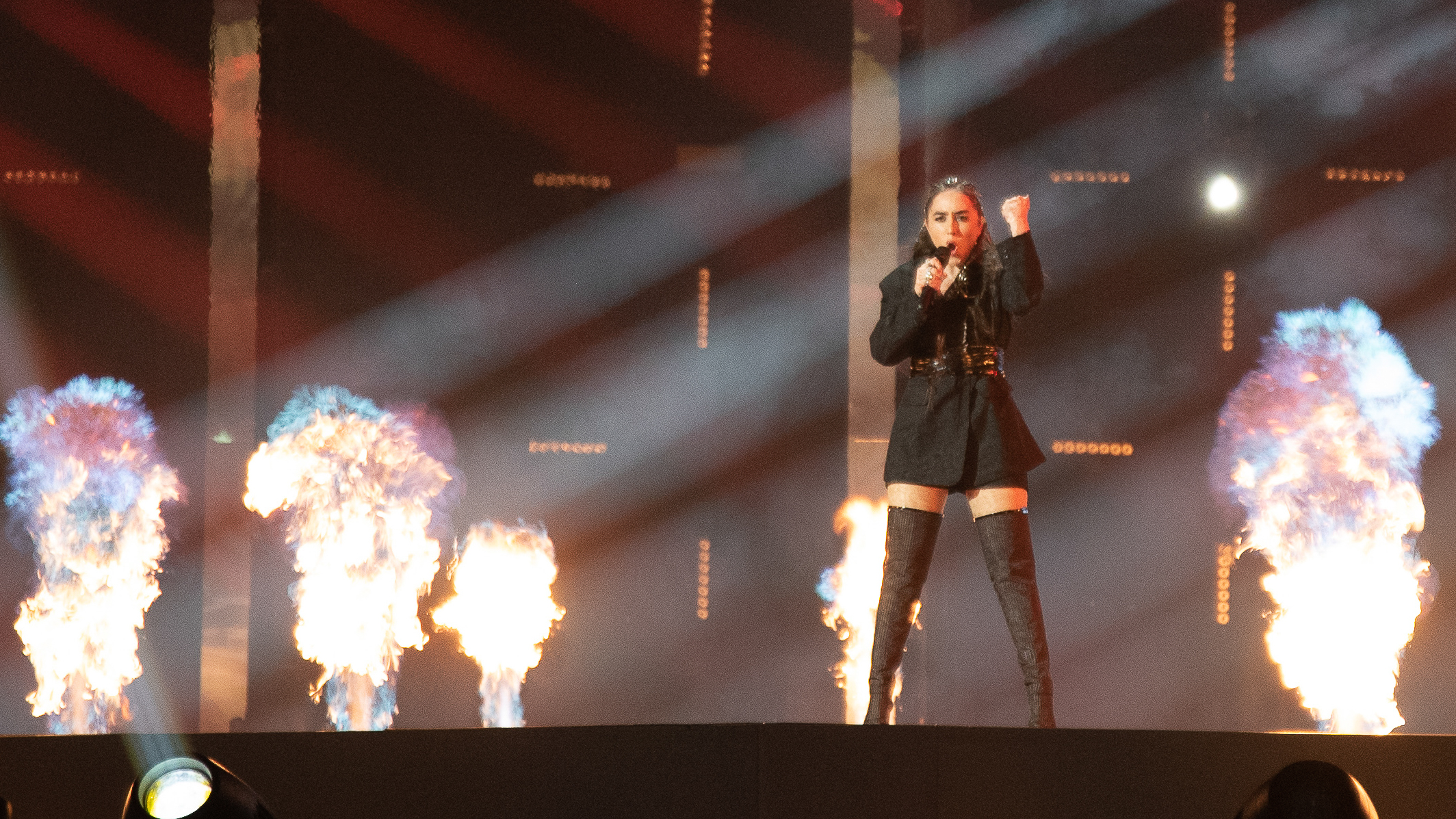
Srbuk à Tel Aviv (2019)
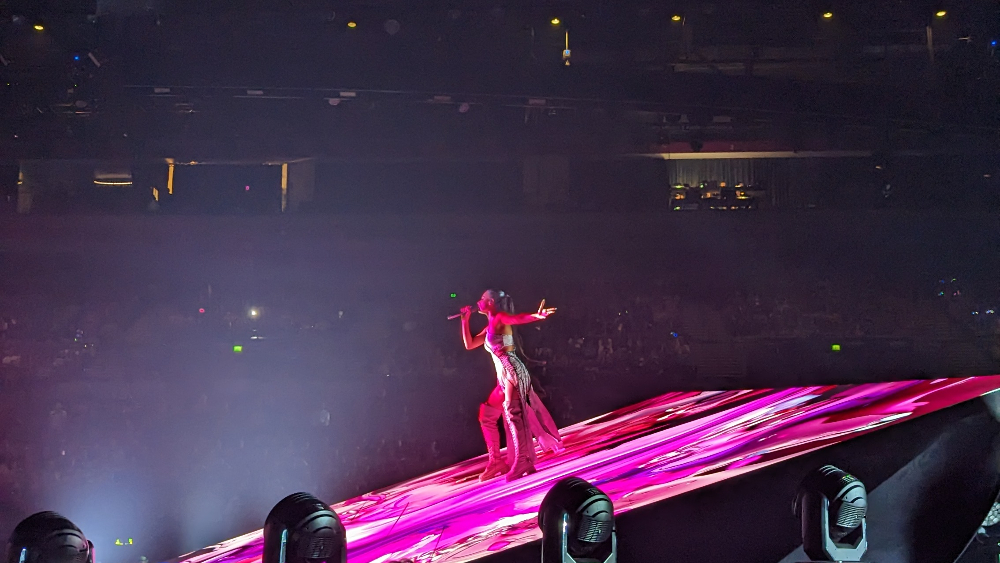
Brunette à Liverpool (2023)
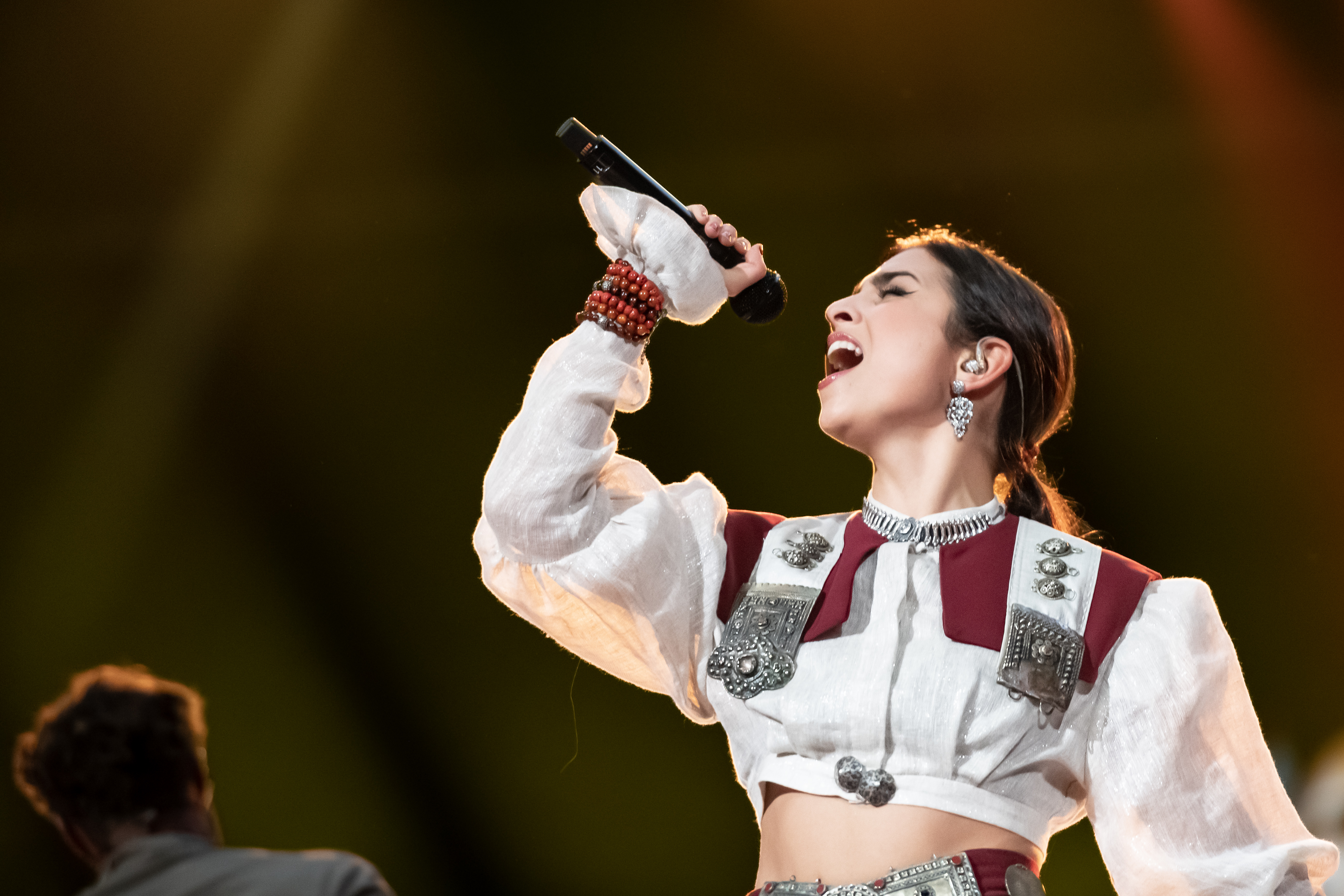
Ladaniva à Malmö (2024)
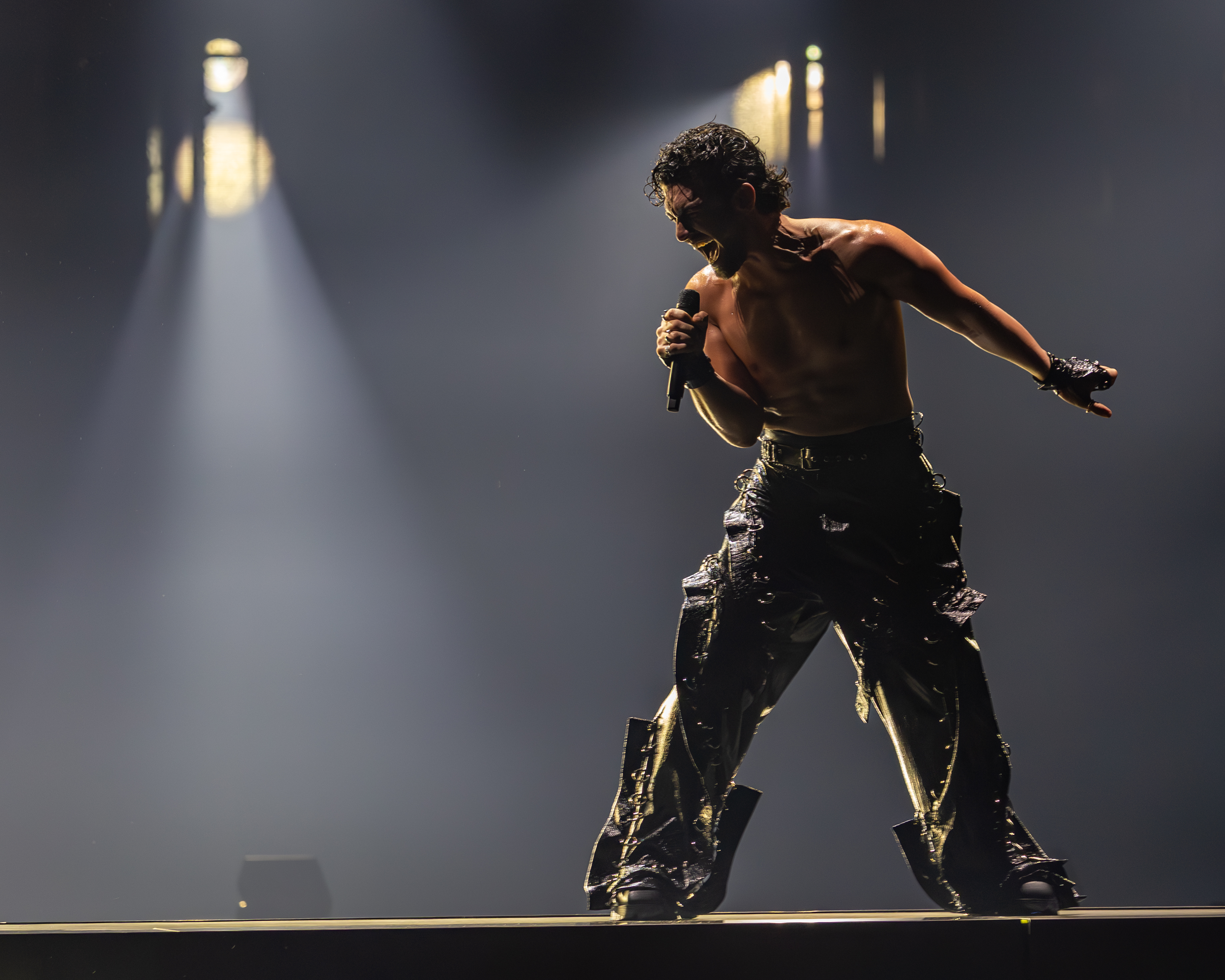
Parg à Bâle (2025)

## Commentateurs et porte-paroles
| Année | Commentateur(s)   | Commentateur(s)    | Porte-parole        |
| ----- | ----------------- | ------------------ | ------------------- |
| 2006  | Gohar Gasparyan   | Phelix Khachatryan | Gohar Gasparyan     |
| 2007  | Gohar Gasparyan   |                    | Sirusho             |
| 2008  | Hrachuhi Utmazyan | Phelix Khachatryan | Hrachuhi Utmazyan   |
| 2009  | Khoren Levonyan   |                    | Sirusho             |
| 2010  | Khoren Levonyan   | Hrachuhi Utmazyan  | Nazeni Hovhannisyan |
| 2011  | Artak Vardanyan   |                    | Lusine Tovmasyan    |
| 2012  | Gohar Gasparyan   | Arevik Udumyan     | retrait             |
| 2013  | Erik Antaranyan   | Anna Avanesyan     | André               |
| 2014  | Tigran Danielyan  | Arevik Udumyan     | Anna Avanesyan      |
| 2015  | Avet Barseghyan   | Arevik Udumyan     | Lilit Muradyan      |
| 2016  | Avet Barseghyan   |                    | Arman Margaryan     |
| 2017  | Avet Barseghyan   | Gohar Gasparyan    | Iveta Moukoutchian  |
| 2018  | Avet Barseghyan   | Felix Khachatryan  | Arsen Grigoryan     |
| 2019  | Avet Barseghyan   | Aram Mp3           | Aram Mp3            |
| 2022  | Garik Papoyan     | Hrachuhi Utmazyan  | Garik Papoyan       |
| 2023  | Hrachuhi Utmazyan | Hamlet Arakelyan   | Maléna              |

## Historique de vote
Depuis 2006, l'Arménie a attribué en finale le plus de points à :
| Rang | Pays    | Points |
| ---- | ------- | ------ |
| 1    | France  | 143    |
| 2    | Russie  | 126    |
| 3    | Grèce   | 102    |
| 4    | Ukraine | 97     |
| 5    | Suède   | 95     |
| 6    | Suède   | 83     |
| 7    | Chypre  | 69     |
| 8    | Italie  | 64     |
| 9    | Norvège | 50     |
| 10   | Israël  | 49     |

Depuis 2006, l'Arménie a reçu en finale le plus de points de la part de :
| Rang | Pays     | Points |
| ---- | -------- | ------ |
| 1    | Géorgie  | 156    |
| 2    | France   | 151    |
| 3    | Russie   | 91     |
| 4    | Grèce    | 87     |
| 5    | Bulgarie | 80     |
| 6    | Israël   | 75     |
| 7    | Pays-Bas | 72     |
| 8    | Belgique | 69     |
| 9    | Chypre   | 68     |
| 9    | Espagne  | 68     |

### 12 Points
Légende
 Vainqueur - L'Arménie a donné 12 points à la chanson victorieuse / L'Arménie a reçu 12 points et a gagné le concours
 2e place - L'Arménie a donné 12 points à la chanson arrivée à la seconde place / L'Arménie a reçu 12 points et est arrivée deuxième
 3e place - L'Arménie a donné 12 points à la chanson arrivée à la troisième place / L'Arménie a reçu 12 points et est arrivée troisième
 Qualifiée - L'Arménie a donné 12 points à une chanson parvenue à se qualifier pour la finale / L'Arménie a reçu 12 points et s'est qualifiée pour la finale
 Non-qualifiée - L'Arménie a donné 12 points à une chanson éliminée durant les demi-finales / L'Arménie a reçu 12 points mais n'est pas parvenue à se qualifier pour la finale
| Année         | Attribués  | Attribués   | Reçus                                                          | Reçus                                          |
| Année         | Finale     | Demi-Finale | Finale                                                         | Demi-Finale                                    |
| 2006          | Russie     | Russie      | Belgique Russie                                                | Belgique Chypre Espagne France Pays-Bas Russie |
| 2007          | Russie     | Biélorussie | Géorgie Turquie                                                | Pas de demi-finales                            |
| 2008          | Russie     | Russie      | Belgique France Géorgie Grèce Pays-Bas Pologne Tchéquie Russie | Belgique Grèce Pays-Bas Pologne Russie         |
| 2009          | Russie     | Islande     | Tchéquie                                                       | Tchéquie                                       |
| 2010          | Géorgie    | Géorgie     | Israël Pays-Bas Russie                                         | Chypre Israël                                  |
| 2011          | Ukraine    | Russie      | Non qualifiée                                                  | Aucun                                          |
| 2013          | Ukraine    | Géorgie     | Aucun                                                          | France                                         |
| 2014          | Monténégro | Ukraine     | Autriche France Géorgie                                        | France Pays-Bas Russie Ukraine                 |
| 2015          | Russie     | Géorgie     | Géorgie                                                        | Belgique Russie                                |
| 2016 Jury     | France     | Malte       | Bulgarie Espagne Russie                                        | Espagne Malte Monténégro Russie                |
| 2016 Télévote | Russie     | Russie      | France Géorgie Russie                                          | France Pays-Bas Tchéquie Russie                |
| 2017 Jury     | Portugal   | Chypre      | Aucun                                                          | Grèce                                          |
| 2017 Télévote | Chypre     | Chypre      | Aucun                                                          | Aucun                                          |
| 2018 Jury     | Suède      | Israël      | Non qualifiée                                                  | Aucun                                          |
| 2018 Télévote | Chypre     | Chypre      | Non qualifiée                                                  | Biélorussie                                    |
| 2019 Jury     | Suède      | Suède       | Non qualifiée                                                  | Aucun                                          |
| 2019 Télévote | Russie     | Russie      | Non qualifiée                                                  | Aucun                                          |
| 2022 Jury     | Espagne    | Pays-Bas    | Aucun                                                          | Autriche                                       |
| 2022 Télévote | Estonie    | Ukraine     | Aucun                                                          | France                                         |
| 2023 Jury     | Israël     | Pas de jury | Aucun                                                          | Pas de jury                                    |
| 2023 Télévote | Israël     | Géorgie     | France Géorgie                                                 | Belgique Géorgie                               |
| 2024 Jury     | France     | Pas de jury | Aucun                                                          | Pas de jury                                    |
| 2024 Télévote | France     | Grèce       | Aucun                                                          | Géorgie Israël                                 |
| 2025 Jury     | France     | Pas de jury | Malte                                                          | Pas de jury                                    |
| 2025 Télévote | Estonie    | Grèce       | Géorgie                                                        | Géorgie Israël                                 |